# Margaret Berger
Margaret Berger (Trondheim, 11 ottobre 1985) è una cantante norvegese.

## Carriera
Berger ha partecipato alla seconda edizione di Idol: Jakten på en superstjerne (2004). È riuscita ad entrare nei top 50 e ha quindi partecipato alle semifinali. All'inizio non è riuscita a passare il proprio round nelle semifinali, ma è stata ripescata da uno dei giudici, è riuscita così ad entrare nei top 11 per continuare la sua avventura nel talent fino a classificarsi seconda nella finale.
Ha fatto il suo debutto con la Sony Music dopo essersi classifica al secondo posto nella seconda stagione di Norwegian Idol.
L'album di debutto Chameleon è stato pubblicato nell'ottobre del 2004 ed ha raggiunto poi la posizione numero 4 nella classifica norvegese.
Pretty Scary Silver Fairy, è stato il secondo album pubblicato da Margaret nell'ottobre del 2006. L'album ha raggiunto l'ottava posizione nella classifica norvegese.
Nel 2008 è diventata il direttore musicale di NRK P3, una delle tre radio nazionali della NRK.
Margaret Berger ha rappresentato la Norvegia all'Eurovision Song Contest 2013 svoltosi a Malmö, in Svezia. Nella competizione canora europea si è classifica quarta con il brano I Feed You My Love.

## Discografia

### Album studio
- 2004 - Chameleon
- 2006 - Pretty Scary Silver Fairy
- 2015 - New Religion

### Raccolte
- 2011 - Four Hits: Margaret Berger

### Singoli
- 2006 - Samantha
- 2006 - Will You Remember Me Tomorrow?
- 2007 - Robot Song
- 2011 - In a Box
- 2013 - I Feed You My Love
- 2013 - Human Race
- 2014 - Scream